# Zhang Nan (badmintonspelare)
För gymnasten Zhang Nan, se Zhang Nan
Zhang Nan, född den 1 mars 1990 i Peking, Kina, är en kinesisk badmintonspelare. Vid badmintonturneringen i mixeddubbel under OS 2012 i London deltog han för Kina tillsammans med Zhao Yunlei och tog guld, de två tog också ett brons i mixeddubbel vid olympiska sommarspelen 2016 i Rio de Janeiro. Vid turneringen i herrdubbel i Rio tog han guld tillsammans med Fu Haifeng.